# Catalina Station
Die Catalina Station (CS), auch als Steward Observatory Catalina Station bezeichnet, ist eine astronomische Beobachtungsstation und liegt in 2518 m Höhe auf dem Gipfel des Mount Bigelow in den Santa Catalina Mountains ungefähr 28 Kilometer (17 mi) nordöstlich von Tucson im US-Bundesstaat Arizona. Die Anlage im Coronado National Forest wird mit einer Ausnahmegenehmigung des U.S. Forest Service durch das Steward Observatory der University of Arizona betrieben.

## Geschichte der Sternwarte
Der Standort der Catalina Station wurde 1960 durch Gerard P. Kuiper vom Lunar and Planetary Laboratory (LPL) der University of Arizona ausgewählt. Er war davon überzeugt, dass ein etwas höher gelegener Standort als das alternative Gelände beim Kitt Peak National Observatory besser für die Vorhaben des LPL geeignet sei; und Mount Bigelow war sowohl höher als auch vom Campus der University of Arizona aus über den Catalina Highway leicht erreichbar.  Der Aufbau begann Ende 1962 und das erste Instrument, ein 54-cm-Spiegelteleskop, ging Anfang 1963 in Betrieb. Zu diesem Zeitpunkt führte die Anlage die Bezeichnung Catalina Observatory. Das erste Teleskop bildete die Anlage CS Site I und wurde im Verlauf des Jahres 1963 durch ein 70-cm-Spiegelteleskop an der circa 500 m südöstlich gelegenen CS Site II ergänzt. Im Jahre 1965 folgte ein 154-cm-Spiegelteleskop an Site I, kurz darauf gefolgt von zwei ähnlichen 152-cm-Spiegelteleskopen an Site II. 1969 wurde ein 102-cm-Spiegelteleskop nahe Site II in der Nachbarschaft eines Senders der FAA errichtet. Als Vorbedingung für die Benutzung des Mount-Lemmon-Observatoriums (MLO) veranlangte der U.S. Forest Service die Räumung der Site II, welche 1972 abgeschlossen wurde und wofür die 152-cm-Teleskope zum MLO verlegt wurden. Das 102-cm-Teleskop blieb bis 1975 stehen, dann wurde es ebenfalls ans MLO umgezogen. 1972 wurde das 54-cm-Spiegelteleskop durch ein 70-cm-Schmidt-Teleskop ersetzt. Das 154-cm-Kuiper-Teleskop und das Schmidt-Teleskop werden bis zum heutigen Tag genutzt, sind aber mehrfach aufgerüstet worden. 1978 übernahm das Steward Observatory den Betrieb der Anlage vom LPL. 1989 wurde die Anlage zum ersten Mal als Catalina Anlage (Catalina Site) bezeichnet und aktuell ist sie als Catalina Station bekannt.